# Мексмонтан, Фридольф Иванович
Фридольф Иванович (Фридрих Леонардович) Мексмонтан (швед. Fridolf Leonard Maexmontan; 20 июня (2 июля) 1821, Або — 18 ноября (1 декабря) 1901, Гельсингфорс) — русский генерал от инфантерии.

## Биография
Сын финляндского помещика Якоба Иоганна Мексмонтана и Каролины Софии Тьядер.
Общее образование получил в Абоской гимназии, военное — на службе, в которую вступил 27 марта 1839. 11 октября 1843 из вольноопределяющихся 9-го Финляндского линейного батальона произведен в прапорщики того же батальона. Подпоручик (5.09.1845), поручик (25.07.1847). В 1848 году переведен в резервный батальон пехотного принца Карла Прусского полка. Штабс-капитан (12.03.1849). 19 августа 1850 переведен в лейб-гвардии Литовский полк, поручик гвардии (10.06.1850), штабс-капитан гвардии (11.04.1854), капитан (6.12.1855), полковник (23.04.1861). Участвовал в кампаниях 1854—1856 годов в ходе Крымской войны.
11 июля 1862 переведен в лейб-гвардии Гатчинский полк. Состоял для особых поручений при командующем войсками Финляндского военного округа (22.06.1863—6.01.1865). Командир 38-го Тобольского пехотного полка (6—12.01.1865), затем 93-го Иркутского пехотного полка (12.01.1865—12.09.1870). 12 сентября 1870 назначен начальником 5-й стрелковой бригады. Генерал-майор (28.03.1871), генерал-лейтенант (1882, старшинство с 26.02.1882). 
10 февраля 1891 отставлен от службы с производством в чин генерала от инфантерии.

## Награды
- Орден Святой Анны 3-й ст. (1858)
- Орден Святого Станислава 2-й ст. (1864)
- Орден Святой Анны 2-й ст. с мечами (1867)
- Орден Святого Владимира 4-й ст. (1869)
- Орден Святого Владимира 3-й ст. (1873)
- Орден Святого Станислава 1-й ст. (1876)
- Орден Святой Анны 1-й ст. (1885)
- Знак за XL лет беспорочной службы (1887)
- Орден Святого Владимира 2-й ст. (1888)

## Семья
Даты по новому стилю
Жена (23.09.1853): Луиза Адольфина Плантин (15.10.1829—27.10.1915), дочь Адольфа Фредрика Плантина и Шарлотты Катарины Фонтен
Дети:
- Фанни (1854—31.03.1902)
- Вера (1857—29.09.1896, Петербург). Муж: генерел-лейтенант Василий Александрович Бунаков (1839—1897)
- София Луиза Шарлотта (25.05.1859—24.02.1950)
- Николай (1860—1932)
- Мария (11.06.1862, Петербург — 22.08.1935, Хельсинки). Муж (9.12.1886): генерал от инфантерии барон Карл-Фридрих-Август Федорович Лангоф (1856—1929)
- Анна (1866—31.07.1939)